# 詹仁道
詹仁道（1930年5月22日—），生於台灣彰化縣，企業家，泰山企業名譽董事長兼任集團總裁。
詹仁道父親詹玉柱為泰山企業創辦人，詹仁道為家中長子。1956年，詹仁道取得成功大學土木系學士學位。隨後通過公務人員高等考試，進入中華民國經濟部機械工程處（中華工程前身）工作。
1960年，詹仁道接任泰山企業總經理。詹仁道精熟英語、日語，常駐臺北市，負責公司的進出口業務。泰山企業進行多角化經營，開展食品事業，推出「泰山純水」、「泰山八寶粥」、「泰山冰鎮紅茶」等知名商品；也進入零售、通路業，與日本合資成立福客多便利商店。
2007年，詹仁道卸任泰山企業董事長，由獨子詹岳霖接任。

## 著作
2010年，出版《實在ㄟ堅持》，內容講述其經營企業的理念。